# Bajadasaure
Bajadasaurus pronuspinax és l'única espècie coneguda del gènere extint de dinosaures sauròpodes dicreosàurids, Bajadasaurus, que va viure fa aproximadament 140 milions d'anys, a principis del període Cretaci (Berriasià), en el que és, actualment, Sudamérica.

## Descripció
Malgrat les poques restes trobades s'ha pogut estimar la mida gràcies a la comparació dels elements del crani que inclou el sostre dèrmic i els ossos palatins, una base de cervell i una mandíbula inferior gairebé completa, amplia el coneixement sobre la morfologia del crani d'aquesta espècie. Els elements del crani conservats, inclosa la mandíbula inferior completa, permeten la primera inferència fiable de la mida i la forma d'un crani dicreosàurid. La mida completa s'ha estimat en 12 metres de llarg, 3 d'alçada i 4 tones de pes. Era de mida petita per a un sauròpode, fet que podria explicar la necessitat de defenses per a protegir-se i dissuadir els depredadors. El tret anatòmic més notori de B. pronuspinax el constitueixen les espines neurals summament allargades orientades cap endavant de les vèrtebres del coll. Alguns autors (Gallina et al) van suggerir que aquestes estructures poden haver servit com un sistema de defensa passiu contra alguns depredadors. S'han registrat amb anterioritat espines allargades en les cervicals d'un altre dicreosàurid: l'amargasaure; la principal diferència entre les espines d'aquestes dues espècies és que, en el cas de l'amargasaure, les espines podien doblegar-se cap enrere.

### Crani
El crani inclou la part superior del crani, la base del cervell, parts del paladar i les mandíbules, i és per tant és el més complet d'un dicreosàurid conegut fins a la data. No es conserven parts de la secció mitjana del crani. Es conserven també tots els ossos que envolten l'òrbita, l'obertura de l'ull, excepte el conjugal, que hauria format el pis de l'obertura. El lacrimal, que formava el marge frontal de l'òrbita, tenia una cresta recta en la meitat superior que és similar a la dels dicreosaures. Presenta una perforació formada per un petit foramen, a diferència del foramen més gros que presenten els dicreosaures. L'extrem frontal superior de l'òrbita està formada pel prefrontal. La contribució del prefrontal a l'òrbita és, però, més petita que en els dicreosaures i els amargasaures. Els ossos també són menys petits i robusts que en aquests últims gèneres.

La vora superior de l'òrbita està formada pel frontal, que es fusiona amb el parietal posterior; junts, aquests ossos formen la part superior del crani. Vista des de dalt, la vora lateral del frontal té forma de S i s'estreny de darrere cap endavant. Com a resultat, l'òrbita és visible des de dalt, a diferència dels gèneres relacionats, excepte en el gènere Lingwulong. A la part posterior, el frontal també forma una petita part de la finestra supratemporal, una obertura important en la part posterior del crani superior. El marge posterior de l'òrbita està format pel postorbital. Típicament en els dinosaures, aquest os presenta un procés que s'estén cap enrere, el procés posterior. En els Bajadasaurus, Dicraeosaurus i Amargasaurus, aquest procés és reduït i indistint. El procés de projecció descendent de l'escamós, un os que forma la cantonada superior posterior del crani, estava ben desenvolupat. Això suggereix que es va connectar a l'os jugal en la vora posterior inferior del crani, tot i que l'articulació en si no es conserva. Aquesta possible articulació està absent en els diplodòcids, i no s'ha documentat prèviament en els dicreosàurids. Darrere de l'òrbita i emmarcat per l'escamós, el postorbital i el jugal es troba la finestra temporal lateral, una altra obertura important del crani. En els Bajadasaurus, aquesta obertura és estreta i orientada obliquament. El cuadrat jugal forma un angle obtús que forma la cantonada posterior inferior de la finestra lateral temporal, diferent a la condició observada en els diplodòcids.
L'os més alt de la regió occipital és el supraoccipital, que en els Bajadasaurus està completament fusionat amb el exoccipital-opistòtic baix i presenta una cresta del clatell diferent i estreta. Les finestres posparietals, un parell d'obertures entre la regió parietal i la regió occipital, s'estenen medialment, més cap a la línia mitjana del crani, que és una autopomorfia dels Bajadasaurus. El còndil occipital, que s'articula amb la primera vèrtebra del coll, era més ample que alt. La seva superfície posterior no és pas més ampla que el seu coll, al contrari del que passa amb els Amargasaurus i els Dicraeosaurus. La basefenoide, que formava part del pis de la base de cervell, tenia un parell d'extensions òssies gràcils, els processos basipteriosgoides, que s'estenien cap endavant i cap avall per articular-se amb el pterigoideu del paladar, reforça la base de frens contra aquest últim. Una autopomorfia del gènere, aquests processos van ser més llargs que en els Dicraeosaurus i Amargasaurus, sent més de sis vegades més llargs que amples. Els pterigoideus esquerre i dret, els únics elements conservats del paladar, compten amb una cresta suau per rebre els processos basipteriosgoides.
Les dents estaven restringides a les parts davanteres de les mandíbules i tenien forma de llapis, amb les seves corones estretes gairebé rectes o lleugerament corbades cap a dins. De la mandíbula superior, només es conserva la secció frontal del maxil·lar esquerre, l'os més gran de la mandíbula superior. Preserva 8 alvèols dentals, un nombre similar al dels Suuwassea, però menys que en els Dicraeosaurus, que tenien 12 dents a cada maxil·lar. Aquest recompte correspon a les dents de la mandíbula inferior, on les dents encara estan ancorades dins dels dentaris esquerre i dret, els únics ossos que tenen dents de la mandíbula inferior. Els Bajadasaurus per tant probablement tenien 44 dents en total. El dentari era prim, similar als Suuwassea però diferent del dentari profund dels Dicraeosaurus. A la vista superior, els dentaris no formen el musell en forma de caixa que es veu en els diplodòcids, sinó que són més arrodonits amb una curvatura en forma de J, com és típic dels dicraeosàurids. La part frontal del dentari presentava una "barbeta" amb forma de ganxo que es projectava cap avall, com es veu en altres flagel·licaudats. L'os angular de la part posterior de la mandíbula inferior era molt allargat i més llarg que l'os surangular, a diferència dels diplodòcids.

### Vèrtebres cervicals
Tots dos proatlas, ossos petits i triangulars situats entre la primera vèrtebra cervical i el crani, es van conservar en articulació amb el crani. De la primera vèrtebra cervical, l'atles, només els elements superiors, les neuroapofisis de l'atles, es conserven. Aquestes eren triangulars i semblants a ales en Bajadasaurus. La segona vèrtebra cervical, l'axis, està gairebé complet. Com en Dicraeosaurus, és dues vegades més alt que llarg, mentre que el seu centre, o cos vertebral, és dues vegades més llarg que alt. Els diapófisis, processos de projecció lateral, eren petits i es dirigien cap enrere com en Suuwassea en lloc de cap avall com en Dicraeosaurus i Amargasaurus. L'espina neural de l'eix és estreta i no està bifurcada, es diferencia d'altres saurópodos en la seva orientació vertical, una autopomorfia del gènere, triangular en secció transversal, i estrenyent cap a la seva àpex.
Només es coneix una única vèrtebra de la resta del coll. Aquesta vèrtebra té la característica més prominent del gènere, una espina neural profundament bifurcada i extremadament allargada que fa que la vèrtebra sigui quatre vegades més alta que llarga. Aquest parell d'elements en forma de vareta mesura 58 centímetres de longitud i només són comparables als del proper Amargasaurus. A diferència d'aquest últim, l'espina neural de Bajadasaurus està corbada cap al front. La seva base era triangular i comprimida lateralment, la seva secció transversal al llarg de la major part de la seva longitud era en forma d'ou. Els seus puntes es van ampliar lleugerament, a diferència de les puntes agudes en Amargasaurus. En Amargasaurus, les espines mostren estries en la seva superfície que indiquen que una beina de banya era present. Tot i que no es poden observar estriacions similars a les espines de Bajadasaurus causa de la mala conservació, Gallina i els seus col·legues en 2019 van trobar probable que també estiguessin coberts per un. No obstant això, la posició exacta de la vèrtebra al coll no està clara. La seva morfologia és comparable a la cinquena cervical de Dicraeosaurus, probablement la sisena de brachytrachelopan mesai, i la setena de Amargasaurus, basat en aquestes comparacions, va ser descrit tentativamente comla cinquè cervical. El centre d'aquesta vèrtebra és dues vegades més llarg que alt i s'estreny en una quilla longitudinal a la part inferior, aquesta quilla era més ampla i còncava en altres dicraeosários.

## Història
Les seves restes s'han trobat en roques del Cretaci Inferior de la Patagònia, en Argentina. El nom del gènere deriva de la paraula en espanyol "baixada" en referència al jaciment de Baixada Colorida combinada amb el terme en grec "saurus", per llangardaix. El nom de l'espècie es deriva del llatí pronus, inclinat cap endavant i la paraula grega spinax, espina, que es refereix a les apófisis neurals corbes en forma d'espina orientades cap endavant de les vèrtebres cervicales.1
L'espècimen holotip, MMCh-PV 75, consisteix d'un crani gairebé complet, tots dos proatlas, les neuroapófisis de l'atles, l'axis, i una vèrtebra cervical que tentativamente s'interpreta com la cinquena, va ser excavat el 2010 per paleontòlegs del CONICET, l'agència científica del govern argentí. El lloc de descobriment, la localitat de Baixada Colorida, es troba a 40 quilòmetres al sud de la ciutat de Picún Leufú, a prop de les ribes occidentals del riu Limay, a la Patagònia. L'espècimen, del qual inicialment només estaven exposats algunes dents, va ser trobat pel paleontòleg argentí Pablo Gallina. Els fòssils en aquesta àrea són abundants però sovint fràgils. Per tant, l'espècimen no va ser excavat os per os, sinó com un sol bloc gran de roca i os embolicat en guix. La preparació del bloqueig al laboratori va revelar la major part del crani, així com les dues primeres i probablement la cinquena vèrtebra de coll d'un nou género.del dinosaure saurópodo.3 1 El lloc de descobriment és part de la Formació Baixa Colorida, una successió de gresos i conglomerats fluvials a la conca de Neuquén que es remunta a les etapes Berriasià i Valanginià del Cretaci Temprano.4 1 l'espècimen és mantingut pel Museu Municipal Ernesto Bachmann a Vila el Chocón, província de Neuquén, amb el nombre d'exemplar MMCh-PV 75.En 2019, l'espècimen va ser descrit formalment com l'holotip d'un nou gènere i espècie, Bajadasaurus pronuspinax, per Gallina i els seus col·legues.

## Classificació
En la seva anàlisi filogenètic, Gallina i els seus col·legues de 2019 van recuperar Bajadasaurus com a membre intermedi de dicreosàurid, més derivat que Suuwassea i Lingwulong, però menys que Pilmatueia, Amargasaurus, Dicraeosaurus i brachytrachelopan mesai. Bajadasaurus bé niat dins de la família dicreosàurid, compartint 06:00 sinapomorfias amb tots els dicraeosauridos, més cinc sinapomorfies compartides amb Lingwulong, Pilmatueia, brachytrachelopan mesai, Dicraeosaurus i Amargasaurus, els gèneres més avançats. En l'anàlisi es recupera com el tàxon germà d'un clado que consisteix en la Pilmatueia, més un grup derivat no resolt que inclou el Amargasaurus, brachytrachelopan mesai i Dicraeosaurus.

### Filogènia
|  | Pilmatueia                                                                                         |
|  | |
|  | \| \| Amargasaurus \| \| \| \| \| \| Dicraeosaurus \| \| \| \| \| \| Brachytrachelopan \| \| \| \| |
|  | |
|  | Amargasaurus                                                                                       |
|  | |
|  | Dicraeosaurus                                                                                      |
|  | |
|  | Brachytrachelopan                                                                                  |
|  | |

|  | Amargasaurus      |
|  |                   |
|  | Dicraeosaurus     |
|  |                   |
|  | Brachytrachelopan |
|  |                   |

|  | Pilmatueia                                                                                         |
|  | |
|  | \| \| Amargasaurus \| \| \| \| \| \| Dicraeosaurus \| \| \| \| \| \| Brachytrachelopan \| \| \| \| |
|  | |
|  | Amargasaurus                                                                                       |
|  | |
|  | Dicraeosaurus                                                                                      |
|  | |
|  | Brachytrachelopan                                                                                  |
|  | |

|  | Amargasaurus      |
|  |                   |
|  | Dicraeosaurus     |
|  |                   |
|  | Brachytrachelopan |
|  |                   |

|  | Pilmatueia                                                                                         |
|  | |
|  | \| \| Amargasaurus \| \| \| \| \| \| Dicraeosaurus \| \| \| \| \| \| Brachytrachelopan \| \| \| \| |
|  | |
|  | Amargasaurus                                                                                       |
|  | |
|  | Dicraeosaurus                                                                                      |
|  | |
|  | Brachytrachelopan                                                                                  |
|  | |

|  | Amargasaurus      |
|  |                   |
|  | Dicraeosaurus     |
|  |                   |
|  | Brachytrachelopan |
|  |                   |

|  | Pilmatueia                                                                                         |
|  | |
|  | \| \| Amargasaurus \| \| \| \| \| \| Dicraeosaurus \| \| \| \| \| \| Brachytrachelopan \| \| \| \| |
|  | |
|  | Amargasaurus                                                                                       |
|  | |
|  | Dicraeosaurus                                                                                      |
|  | |
|  | Brachytrachelopan                                                                                  |
|  | |

|  | Amargasaurus      |
|  |                   |
|  | Dicraeosaurus     |
|  |                   |
|  | Brachytrachelopan |
|  |                   |

|  | Pilmatueia                                                                                         |
|  | |
|  | \| \| Amargasaurus \| \| \| \| \| \| Dicraeosaurus \| \| \| \| \| \| Brachytrachelopan \| \| \| \| |
|  | |
|  | Amargasaurus                                                                                       |
|  | |
|  | Dicraeosaurus                                                                                      |
|  | |
|  | Brachytrachelopan                                                                                  |
|  | |

|  | Amargasaurus      |
|  |                   |
|  | Dicraeosaurus     |
|  |                   |
|  | Brachytrachelopan |
|  |                   |

|  | Pilmatueia                                                                                         |
|  | |
|  | \| \| Amargasaurus \| \| \| \| \| \| Dicraeosaurus \| \| \| \| \| \| Brachytrachelopan \| \| \| \| |
|  | |
|  | Amargasaurus                                                                                       |
|  | |
|  | Dicraeosaurus                                                                                      |
|  | |
|  | Brachytrachelopan                                                                                  |
|  | |

|  | Amargasaurus      |
|  |                   |
|  | Dicraeosaurus     |
|  |                   |
|  | Brachytrachelopan |
|  |                   |

|  | Pilmatueia                                                                                         |
|  | |
|  | \| \| Amargasaurus \| \| \| \| \| \| Dicraeosaurus \| \| \| \| \| \| Brachytrachelopan \| \| \| \| |
|  | |
|  | Amargasaurus                                                                                       |
|  | |
|  | Dicraeosaurus                                                                                      |
|  | |
|  | Brachytrachelopan                                                                                  |
|  | |

|  | Amargasaurus      |
|  |                   |
|  | Dicraeosaurus     |
|  |                   |
|  | Brachytrachelopan |
|  |                   |

|  | Pilmatueia                                                                                         |
|  | |
|  | \| \| Amargasaurus \| \| \| \| \| \| Dicraeosaurus \| \| \| \| \| \| Brachytrachelopan \| \| \| \| |
|  | |
|  | Amargasaurus                                                                                       |
|  | |
|  | Dicraeosaurus                                                                                      |
|  | |
|  | Brachytrachelopan                                                                                  |
|  | |

|  | Amargasaurus      |
|  |                   |
|  | Dicraeosaurus     |
|  |                   |
|  | Brachytrachelopan |
|  |                   |

## Paleobiologia

### Funció de les espines neurals
Les espines neurals allargades i profundament bifurcades són comuns en els dicraeosauridos. En Dicraeosaurus i brachytrachelopan mesai, estan inclinats cap al front però són molt més curtes que en Bajadasaurus. Les espines es desenvolupen en un grau similar a Amargasaurus, on van ser dirigides cap enrere. Les espines extremadament allargades en Amargasaurus van portar a moltes especulacions sobre la seva possible aspecte i funció en vida. Segons la hipòtesi d'autors independents, podrien haver donat suport a una vela o banyes córneos, i es podrien haver utilitzat per exhibició, defensa o termoregulació. Daniela Schwarz i els seus col·legues, el 2007, van trobar que les espines neurals bifurcades dels dicraeosáuridos tancaven un sac d'aire, l'anomenat diverticle supravertebral, que estava connectat als pulmons. En Dicraeosaurus, aquest sac d'aire hauria ocupat tot l'espai entre les espines, mentre que s'hauria restringit al terç inferior de les espines en Amargasaurus. Els dos terços superiors probablement haurien estat coberts per una beina còrnia, com ho indiquen les estries longitudinals en la seva superfície.
Gallina i els seus col·legues, el 2019, van considerar que aquesta és la interpretació més raonable que també es pot aplicar a Bajadasaurus. Aquests investigadors van argumentar a més que la banya és més resistent a les fractures relacionades amb l'impacte que els ossos, i que una beina còrnia hauria protegit les delicades espines del dany. La fractura de les espines podria haver estat una amenaça crítica, ja que les bases de les espines cobrien el cordó espinal. La protecció de la beina s'hauria millorat encara més si s'hagués estès més enllà del seu nucli ossi. Schwarz i els seus col·legues van reconstruir Amargasaurus amb beines còrnies que no van arribar més enllà del seu nucli ossi. El mateix és cert per a la majoria dels rèptils moderns. En alguns artiodàctils moderns però, la beina còrnia pot ser el doble de la longitud del nucli banya, i el exquisidament conservat anquilosáurido Borealopelta es va trobar amb embolcalls còrnies que s'estenien de la longitud de les seves espines en un 25%, el que demostra que les extensions còrnies substancials poden ocórrer en dinosaures també. Gallina i els seus col·legues van suggerir que les espines de Amargasaurus i Bajadasaurus podrien haver estat un 50% més llargues que el que indica el seu nucli ossi. La seva flexió hauria augmentat encara més la seva resistència, com és el cas de les ovelles de borrego cimarrón modern.

### Sentits
L'orientació dels canals semicirculars al relacionat Amargasaurus indica que el cap se sostenia habitualment amb el morro cap avall. [6] Suposant una orientació de cap similar a Bajadasaurus, Gallina i els seus col·legues en 2019 van plantejar la hipòtesi que l'exposició de les obertures dels ulls a la vista superior podria haver permès a l'animal mirar cap endavant mentre s'alimentava, mentre que la vista de la majoria dels altres saurópodos es limita als costats. Aquests investigadors a més van especular que aquesta característica podria fins i tot haver permès la visió estereoscòpica.

## Paleoecologia
Bajadasaurus va ser recuperat de la Formació Baixada Colorada.1 Aquesta formació es troba a la conca Neuquina de l'Argentina i pertany al Grup Mendoza. La formació es compon de gresos de gra fi a mig vermelles i verd-marró, amb bandes prominents d'argiles vermelloses i limolites de color marró clar. Paleosoles són presents. La Formació Baixada Colorida representa un ecosistema fluvial i deltaic, 7 i conserva alguns fòssils de rèptils terrestres.8 Entre ells es troben el sauròpode Leinkupal laticauda, i diversos teròpodes, inclosos els tetanuranos basals, a més de restes possiblement pertanyents a Abelisauroidea i Deinonychosauria .9